# Абхазское княжество
Абха́зское кня́жество (абх. Аԥсуа Аҳратәра; груз. აფხაზეთის სამთავრო; осман. أباظستان‎) — средневековое феодальное государственное образование в Западном Закавказье. Фактически независимо с 1462 при сохранении номинального вассалитета перед Имеретией под титулатурой Абхазского мтаварства. Официально — с 1491, когда оно наряду с Гурией, Сванетией и Мегрелией вышло из состава Имеретинского царства. Вассальные отношения до 1810 — с Османской империей, после — с Российской империей. Правящая династия — князья Шервашидзе (Чачба).

## Общественный строй
Абхазия XV—XVIII веках была феодальным государством со своей определённой общественной иерархией, большинство жителей относились к сословию свободных крестьян — «анхаю», крепостного права не существовало фактически вовсе.
От других феодальных государств средневековья Абхазия отличалась наличием сословия ашнакума, которое в русских источниках именуется как «низшие дворяне» или «ищущие дворянство», на самом же деле это было промежуточное сословие между крестьянами и дворянами. Ашнакума состояли на службе у владетельного князя и часто служили его личной охраной.
Были и «рабы», а точнее домашние слуги — ахашвала, которых набирали из состава военнопленных из враждебных стран.

## История
Зарождение Абхазского княжества:
Род Шервашидзе-Чачба был назначен губернаторами и воеводами Сухума еще во времена царства Багратидов. Среди Шервашидзе иногда были анти-государственные и сепаратисткие настроения против династии Багратидов. В итоге царь Георгий Блистательный восточные земли своих наместников Шервашидзе-Чачба передал соседним феодалам Дадиани, это стало катализатором мегрело-абхазского конфликта.. Шервашидзе были в осложнённых отношениях с самими Дадиани, так они подняли восстание в 1414 и убили мегрельского дворянина.
Независимое абхазское княжество:
Независимость де-факто Абхазия и другие части Имеретии получили после битве при Чихори в 1462—1463 году, в которой Имеретинская коалиция нанесла поражения остаткам династии Багратидов. Князья Чачба-Шервашидзе овладели небольшой территорией примерно от реки Бзып до реки Псырцха. Западная Абхазия состояла из отдельного этноса, а также фактически была независима, но все равно подвергалась нападениям со сторонв мегрелов, восточная же вошла в состав Мегрельского княжества во главе с теми же Дадиани. Тем временем османы в 1578 году окончательно решились и впоследствии оккупировали Сухум, а также устроили морскую блокаду Абхазии, лишь некоторые дворяне признали себя вассалами Турции и приняли Ислам, Чачба же на оккупацию города не отреагировали, поскольку Сухум был под контролем их оппонентов Дадиани.
Воины с Мегрелией и турецкая экспансия:
В 1621 году Абхазия вступила в союз с Мегрелией, дочь Путо Шервашидзе стала женой Левана Дадиани, вместе абхазы и мегрелы нанесли поражение Имеретии в 1628 году. Вскоре Леван захотел жениться на своей тёте, а свою жену вероятно убил, либо отрезал ей уши, не дожидаясь мести Леван напал на Абхазию и разорил ее, началась кровопролитная война которую Путо проиграл и был казнён. Потомки Путо — Сетеман и Сустар Чачба начали новую войну, сначала овладели территориями до реки Кодор, а в 1657 году после смерти Левана до реки Аалидзга. Турки давно покинули Сухум, но все равно считали всю Абхазию своей территорией, так они в 1634 году разорили Драндский монастырь, после чего много абхазов в страхе приобратились в Ислам, но подавляющей частью нововерцев были князья и дворяне которые начали торговать с турками и быстро богатеть. Война с Мегрелией продолжилась вплоть около до 1680 года, и закончилась тем что Сарек (Сорех) Шервашидзе-Чачба освободил всю восточную Абхазию вплоть до реки Ингур. Сорех угрожал непосредственно уже мегрельским землям своей армией, и делал сокрушительные походы на Мегрелию, он даже объявил себя владетелем Мегрелии. Вскоре его армия была разбита имеретино-мегрельской каолицией, ему пришлось заключить мир, но захваченняе территории остались в его владениях. У Сореха отобрал власть его дядя Зегнак и разделил Абхазское княжество на четыре части поставив в каждой править своего сына, официальным правителем скорее всего был Ростом Чачба. Де-юре война закончилась, но противостояние с Мегрелий продолжалось, в конце семнадцатого века абхазы и мегрелы то вступали в союз между собой разбивая гурийцев и имеретинцев, то делали сокрушительные походы на друг друга.
Между Турцией и Россией:
В 1733 турки разграбили Илорский Храм, в этот раз абхазы объединились и разбили турецкие войска. Правитель Абхазии Манучар Чачба был свергнут с трона турками, после него начал править его брат Зураб, который также стал продвигать анти-турецкие настроения и организовывать восстания. Зураб был свергнут и после него начал править его племянник Келеш-бей Чачба, сын Манучара, Келеш-бей быстро подчинил непокорные общества, часть садзов, цебельдинцев, закрепил за собою Самурзакан в 1794 году в ходе очередного похода против Мегрелии. Позже в 1780 году Келеш-бей пытался оккупировать столицу Мегрелии, но потерпел поражение. Осилившись, влиятельный, обладающий огромным войском и флотом, создавший военный реформы Келеш-Бей де-факто в 1806 провозгласил независимость от Турции, турецкий султан побоялся атаковать Келеш-бея, который уже начал искать дружбы с Российской Империей. Келеш-бей понимал что если Мегрелия и Имеретия вместе с Россией усилятся, и сам начал искать дружбы с Империей. В 1805 году Самурзаканское воеводство отделилось от Келеш-бея и самостоятельно признало себя протекторатом России. В мае 1808 года Келеш-бей был убит, на трон сел его старший сын Аслан-бей который решил заключить союз с Турцией. Младший же сын Сефербей (в крещении Георгий Шервашидзе) при подстрекательстве своей тещи Нины Дадиани объявил себя законным владетелем и вассалом России, в 1810 году российские войска атаковали Сухум-кале и разгромили абхазо-турецкую каолицию во главе с Аслан-беем. Абзазия присоеднилась к России в качестве автономного княжества.
Началась Русско-Кавказская война, Аслан-бей бежал в Садзен, где имел множество связей и настроил абхазов против России, а затем предпринял несколько попыток организации восстания. После нескольки неудачных попыток Аслан-бей сдался и уплыл в Турцию, а абхазские вольные общества в союзе с убыхами продолжили войну против про-российских князей.
Россия окончательно покорила Кавказ в 1864, Абхазия была объявлена частью Империи и прикратило свое существование. В 1866 в селе Лыхны произошло крупное восстание с целью восстановления княжеской власти, оно было подавлено.

## Армия
В 1780—1808 гг. численность армии владетеля достигала до 25 тысяч человек вместе с союзными отрядами, флот составлял до 500 единиц.

## Предпосылки
Постепенное размежевание абхазских и грузинских земель началось уже во второй половине XIII столетия — в результате монгольских нашествий. Новое Имеретинское царство (Лихт-Имерети), первым правителем которого был Давид Нарин, было далеко не монолитным: его владения раздробились на более мелкие политические единицы — владетельные княжества (мтаварства) — одним из которых стала Абхазия. Хотя сам князь и бывал на территории Абхазии, его сыновья начали борьбу за имеретинский престол, закончившуюся дальнейшим ослаблением влияния Кутаиса на Абхазию.
На протяжении всего XIV века борьба за право обладания Абхазией приобрела ярко выраженный характер этнического противостояния: абхазский клан Чачба борется с собственно грузинскими феодалами (Георгий Дадиани и Георгий Блистательный) за право обладания Абхазией. В 1330-х годах князья Чачба сдают грузинам Цхуми и переносят свою столицу в Лыхны (Зупу). В этот период их власть сузилась до пределов Абасгии VI века, занимая земли между городами Анакопией и Гагрой.
Взятие Тамерланом Тбилиси в 1386 году способствовало дальнейшему политическому и культурному обособлению Западного Закавказья. В начале 1390-х, однако, Вамек Дадиани вновь пошёл войной на Шервашидзе и разрушил абхазские крепости Угагно и Гагари, хотя полностью захватить его территорию не смог.
В 1403 году Имеретию разорило войско Тамерлана. При этом, как и в ходе арабских нашествий, абхазские земли не пострадали. В результате, в 1414 году князья Шервашидзе объявили о своём неповиновении Дадиани.
После 1450 года Грузинское царство планомерно погружается в атмосферу феодальных междоусобиц, напоминающую балканские. В 1451 году турки-османы предпринимают первый поход с целью покорения абхазских земель.